# Monica Öhman
Monica Marianne Öhman, född Linné 4 augusti 1943 i Vasa i Finland, är en svensk politiker (socialdemokrat), som var riksdagsledamot 1985–2002, invald i Norrbottens läns valkrets.
Hon var ordförande i trafikutskottet 1994–2002, ledamot av arbetsmarknadsutskottet 1990–1994, EU-nämnden 1995–1997, krigsdelegationen 1994–2002 samt suppleant i socialutskottet.
Hon lämnade riksdagen i juni 2002 för att tillträda som ny VD för Nationalföreningen för Trafiksäkerhetens Främjande (NTF), vilket hon var till 2007.
Monica Öhman har arbetat som undersköterska.